# Wolfs (film)
Wolfs is een Amerikaanse komische actiefilm uit 2024, geschreven en geregisseerd door Jon Watts. De hoofdrollen worden vertolkt door George Clooney en Brad Pitt, die ook mee produceren.

## Verhaal
Twee professionele fiksers worden voor dezelfde klus aangenomen. Om de komende gevaarlijke en chaotische gebeurtenissen het hoofd te bieden, worden de twee "lone wolfs" gedwongen samen te werken.

## Rolverdeling
| Acteur             | Personage  |
| ------------------ | ---------- |
| George Clooney     | Jack       |
| Brad Pitt          | Nick       |
| Austin Abrams      | Kid        |
| Amy Ryan           | Margaret   |
| Poorna Jagannathan | June       |
| Zlatko Burić       | Dimitri    |
| Richard Kind       | Kids vader |

## Productie
In september 2021 werd aangekondigd dat Jon Watts een thrillerfilm zou schrijven en regisseren, met George Clooney en Brad Pitt in de hoofdrol en als producers. Apple TV+ verwierf de rechten op de film na het winnen van een studio-biedingsoorlog tegen studio's als Sony Pictures (dat later de distributierechten voor de bioscoop zou overnemen), Lionsgate, Annapurna Pictures, Metro-Goldwyn-Mayer, Universal Pictures, Warner Bros. Pictures, Netflix en Amazon Studios. De productie begon in januari 2023 in New York, waarbij Amy Ryan zich bij de cast voegde. In februari werden Austin Abrams en Poorna Jagannathan aan de cast toegevoegd. Wolfs herenigt acteurs Clooney en Pitt; ze werkten eerder samen in de Ocean's-trilogie (2001-2007) en Burn After Reading (2008).

### Filmopnames
De belangrijkste filmopnames begonnen begin januari 2023 in New York. Clooney en Pitt filmden scènes in onder andere Harlem en Chinatown. Het filmen werd in juli 2023 opgeschort vanwege de SAG-AFTRA-staking van 2023.

## Release en ontvangst
Wolfs ging op 1 september 2024 in première op het Filmfestival van Venetië buiten de competitie. De film kreeg gemengde kritieken van de filmcritici, met een score van 68% op Rotten Tomatoes, gebaseerd op 165 beoordelingen.